# Bakhsh-e Kommeh
Bakhsh-e Kommeh (persiska: بخش کمّه) är en ort i Iran.   Den ligger i provinsen Esfahan, i den centrala delen av landet, 500 km söder om huvudstaden Teheran. Bakhsh-e Kommeh ligger 2 033 meter över havet och antalet invånare är 2 305.
Terrängen runt Bakhsh-e Kommeh är varierad. Bakhsh-e Kommeh ligger nere i en dal.Runt Bakhsh-e Kommeh är det glesbefolkat, med 17 invånare per kvadratkilometer. Närmaste större samhälle är Ḩannā, 19,2 km nordost om Bakhsh-e Kommeh. Omgivningarna runt Bakhsh-e Kommeh är i huvudsak ett öppet busklandskap.